# UFC 35
UFC 35: Throwdown è stato un evento di arti marziali miste tenuto dalla Ultimate Fighting Championship il 11 gennaio 2002 al Mohegan Sun Arena di Uncasville, Stati Uniti.

## Retroscena
Gil Castillo avrebbe dovuto affrontare Shonie Carter, ma a causa di impegni contrattuali di quest'ultimo con altre promozioni venne sostituito da Chris Brennan.
Dopo la difesa del proprio titolo in questo evento Jens Pulver lasciò l'UFC a causa di una disputa contrattuale.

## Risultati

### Card preliminare
- Incontro categoria Pesi Medi:  Eugene Jackson contro  Keith Rockel

Jackson sconfisse Rockel per sottomissione (strangolamento a ghigliottina) a 1:14 del secondo round.
- Incontro categoria Pesi Welter:  Gil Castillo contro  Chris Brennan

Castillo sconfisse Brennan per decisione unanime a 15:00.
- Incontro categoria Pesi Mediomassimi:  Kevin Randleman contro  Renato Sobral

Randleman sconfisse Sobral per decisione unanime a 15:00.

### Card principale
- Incontro categoria Pesi Medi:  Andrei Semenov contro  Ricardo Almeida

Semenov sconfisse Almeida per KO Tecnico (pugni) a 1:59 del secondo round.
- Incontro categoria Pesi Mediomassimi:  Chuck Liddell contro  Amar Suloev

Liddell sconfisse Suloev per decisione unanime a 15:00.
- Incontro per il titolo dei Pesi Medi:  Dave Menne (c) contro  Murilo Bustamante

Bustamante sconfisse Menne per KO Tecnico (pugni) a 0:42 del secondo round e divenne il nuovo campione dei pesi medi.
- Incontro categoria Pesi Massimi:  Ricco Rodriguez contro  Jeff Monson

Rodriguez sconfisse Monson per KO Tecnico (colpi) a 3:00 del terzo round.
- Incontro per il titolo dei Pesi Leggeri:  Jens Pulver (c) contro  B.J. Penn

Pulver sconfisse Penn per decisione di maggioranza a 25:00 e mantenne il titolo dei pesi leggeri.